# Fontevraud-l'Abbaye
Fontevraud-l'Abbaye es una localidad y comuna francesa, situada en el departamento de Maine y Loira, región de Países del Loira y antigua provincia de Anjou. 

## Geografía
La localidad, antiguamente llamada Fontevrault-l'Abbaye o Fontevrault, está formada sobre todo por un burgo en torno a la abadía de Fontevraud, uno de los edificios abaciales más grandes de Europa, geográficamente situada en el cruce de los departamentos administrativos de Maine y Loira, Indre y Loira y Vienne.

## Demografía

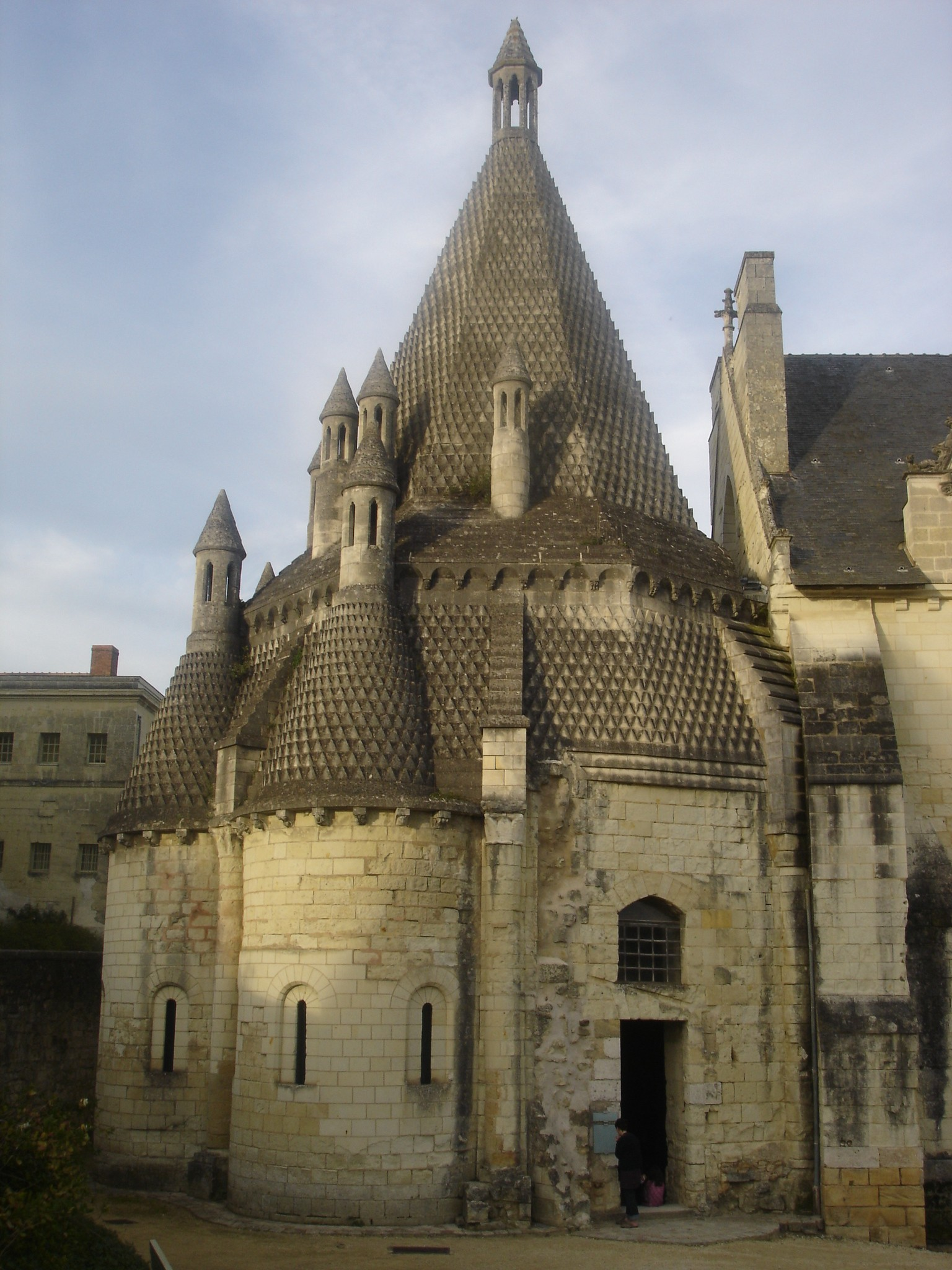
Construcciones románicas de la abadía de Fontevraud.

| 1 901 | 1 198 | 1 105 | 1 118 | 1 108 | 1 189 |
| Para los censos de 1962 a 1999 la población legal corresponde a la población sin duplicidades (Fuente: INSEE [Consultar]) |       |       |       |       |       |

## Lugares de interés
- La Abadía Real de Fontevraud
- La capilla de Sainte-Catherine.